# 跳舞時代

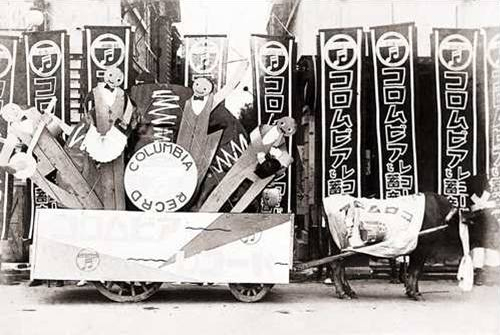
跳舞時代描寫的是台灣古倫美亞公司的故事。

《跳舞時代》全名《Viva Tonal 跳舞時代》為於2003年製作發行的台灣電影紀錄片，製作者為台灣電影人郭珍弟及簡偉斯，而串貫全片的同名台語主題曲，也是1932年的台灣流行歌曲。
該紀錄片內容，乃描繪20世紀初台灣日治時期的流行歌流行演進。介紹了古倫美亞唱片與陳君玉、純純、柏野正次郎等人執著台灣音樂的故事，並以此介紹1930年代台灣日治時期的社會現況與女性的社會地位。
以16mm拍攝的該紀錄片，因為忠實呈現台灣1920年－1945年的流行音樂歷史，因此獲得2003年第40屆金馬獎最佳紀錄片、2003年台灣女性影展觀摩及2004年台灣國際紀錄片雙年展台灣獎入圍等榮譽。另外在票房方面，以單院方式於台灣各都會區電影院放映的《跳舞時代》票房達新台幣百萬元，不但成為少數於電影院播映的紀錄片，其話題性也於台灣電影中頗受注目。

## 背景
身為台灣外省人第二代的台灣紀錄片導演簡偉斯及郭珍弟本擅長製演以女性觀點的電影紀錄片，製作該紀錄片的原由本也來自對1930年代知名女歌星純純、愛愛的關注，並藉此描繪台灣日治時期後期都會現代女性的地位與社會價值觀。基本上，鄧雨賢作曲、陳君玉作詞、純純演唱的同名主題曲《跳舞時代》歌詞中「阮是文明女，東西南北自由志」（我們是文明女，東西南北自由志）、「阮只知文明時代，社交愛公開」（我們只知文明時代，社交要公開）及「男女雙雙，排做一排，跳toroto我上蓋愛」（男女成雙成對，排成一排，跳狐步舞我最愛），後來也成為該紀錄片劇情的鋪陳走向。
2000年，公共電視文化事業基金會製作人馮賢賢、簡偉斯、郭珍弟、李坤城正式開始合作籌拍。後來決定以李坤城的音樂文物蒐藏呈現整紀錄片的歷程，最後劇情則以「音樂文化為媒介，表現當時台灣庶民社會活潑多元的風貌」為主軸。

## 劇情
2003年，年齡均超過70歲的舊古倫美亞唱片員工於台北市民生西路波麗路餐廳餐敘，他們哼唱著70年前的流行歌《跳舞時代》。他們臉帶笑容，其思緒回到1930年代的台灣日治時期。
1933年，日本統治台灣近40年，雖台灣人深受殖民日本人控制，但台灣也因日本投入大量現代化建設而快速發展。同年，台灣流行歌大量出現，而愛愛正是古倫美亞唱片公司的歌手。
20世紀初，台灣開始大量出現電燈、電話、自來水、飛機等文明產物，縱貫鐵路亦於1908年全線通車。日本從明治維新開始全面西化，而成為日本首個殖民地的台灣也受到日本政府傳達的西方文明思潮所衝擊。於女性方面，她們開始放開纏足，並同時接受西式教育的公學校及西方先進娛樂（如電影、留聲機和唱片）的洗禮。以唱片為例，台灣1920年代多充斥北管、南管、歌仔戲、山歌等類型民俗歌曲。
1928年起，日本流行歌唱片經台灣總督府允許下，大量進口台灣，惟並不受九成以上的台灣人居民接受。就此，古倫美亞唱片公司的日籍經營者柏野正次郎則認為，絕對要推行由台灣作家創作的台灣歌謠，唱片生意才可長可久。1930年，該公司出版第一首賣座的台語流行歌曲《桃花泣血記》。受此激勵，柏野正次郎擴大經營台灣流行歌唱片部門；並於1932年起大量企劃製作及出版台灣純粹創作，包含《跳舞時代》等台語歌曲。而該批台語流行歌，節奏有華爾滋、狐步等。藉此，台灣部分都會年輕女子隨歌曲節奏，追求她們的維新世界、自由戀愛。此台灣流行歌黃金時代中，現仍有《月夜愁》、《河邊春夢》、《雨夜花》等歌曲流傳。
1937年，中日戰爭全面爆發，於軍國主義限制下，台灣流行歌產量逐漸減少，並最後完全被日本軍歌取代，台灣1930年代的跳舞時代終於在戰火中落幕。

## 影響
意外的，本為替1930年代女性發聲的《跳舞時代》因為顛覆台灣長期對日治時期歷史的印象而受另外解讀。例如該片認為某些台語歌如《雨夜花》、《望春風》、《補破網》原版唱片並沒有所謂「反抗殖民壓迫」的原歌曲精神，此片認為原版唱片歌聲其實非常輕快，純粹是當時男女愛戀流行歌。
也就是因《跳舞時代》間接駁斥長期以來「日本殖民統治帶來高壓、戰爭、悲慘與貧窮」的舊有刻板印象，因此，掀起台灣新一波對台灣日治時期歷史的重新審視。例如，《跳舞時代》靈魂人物李坤城於該片所介紹的1930年代影音與圖像，成為台灣三立新聞台《大話新聞》週六日時段介紹日治時期的主軸。除此，該片所介紹的台灣中產都會新女性追求理想生活的觀點，也陸續成為台灣女性運動的新切入點。

## 成功因素
《跳舞時代》的行銷過程，多來自各政治人物觀賞過後所「賦予」的本土意識，例如李登輝於影片觀後感中，不斷重複的「台灣人要走自己的路」等說法。有人認為，李登輝等台灣政治人物的於各媒體大量推薦，讓有台灣認同此說法的台灣企業主出資購票鼓勵公司所轄員工欣賞，是該片獲得成功的主要因素。
除此，就電影本身而言，該片獲得成功的因素且有：
- 《跳舞時代》為繼《愛戀排灣笛》、《銀簪子》後於電影院放映的台灣紀錄片
- 該片獲得金馬獎最佳紀錄片及各影展的肯定
- 影片中女性意識與影片中的歌舞影像曲目
- 影片中罕見的台灣日治時期台灣影像紀錄[8][2]

## 連結
- Viva Tonal跳舞時代-文化部臺灣文化工具箱 （页面存档备份，存于）
- Viva Tonal 跳舞時代 Viva Tonal- The Dance Age - 台灣女性影像學會
- 【哲學星期五@台北】摩登台灣-從跳舞年代談起 20160103 （页面存档备份，存于）